# Hexatoma atrosignata
Hexatoma atrosignata är en tvåvingeart som beskrevs av Alexander 1942. Hexatoma atrosignata ingår i släktet Hexatoma och familjen småharkrankar.
Artens utbredningsområde är Peru. Inga underarter finns listade i Catalogue of Life.